# Vimpas
Vimpas (njemački: Wimpassing an der Leitha, mađarski: Vimpác) je naselje i općina u austrijskoj saveznoj državi Gradišće, administrativno pripada Kotaru Željezno-okolica. 

## Stanovništvo
Vimpas prema podacima iz 2011. godine ima 1.236 stanovnika. 1910. godine je imao 657 stanovnika većinom Nijemaca.

## Vanjske poveznice
- Internet stranica naselja